# Dormitio-Basilika

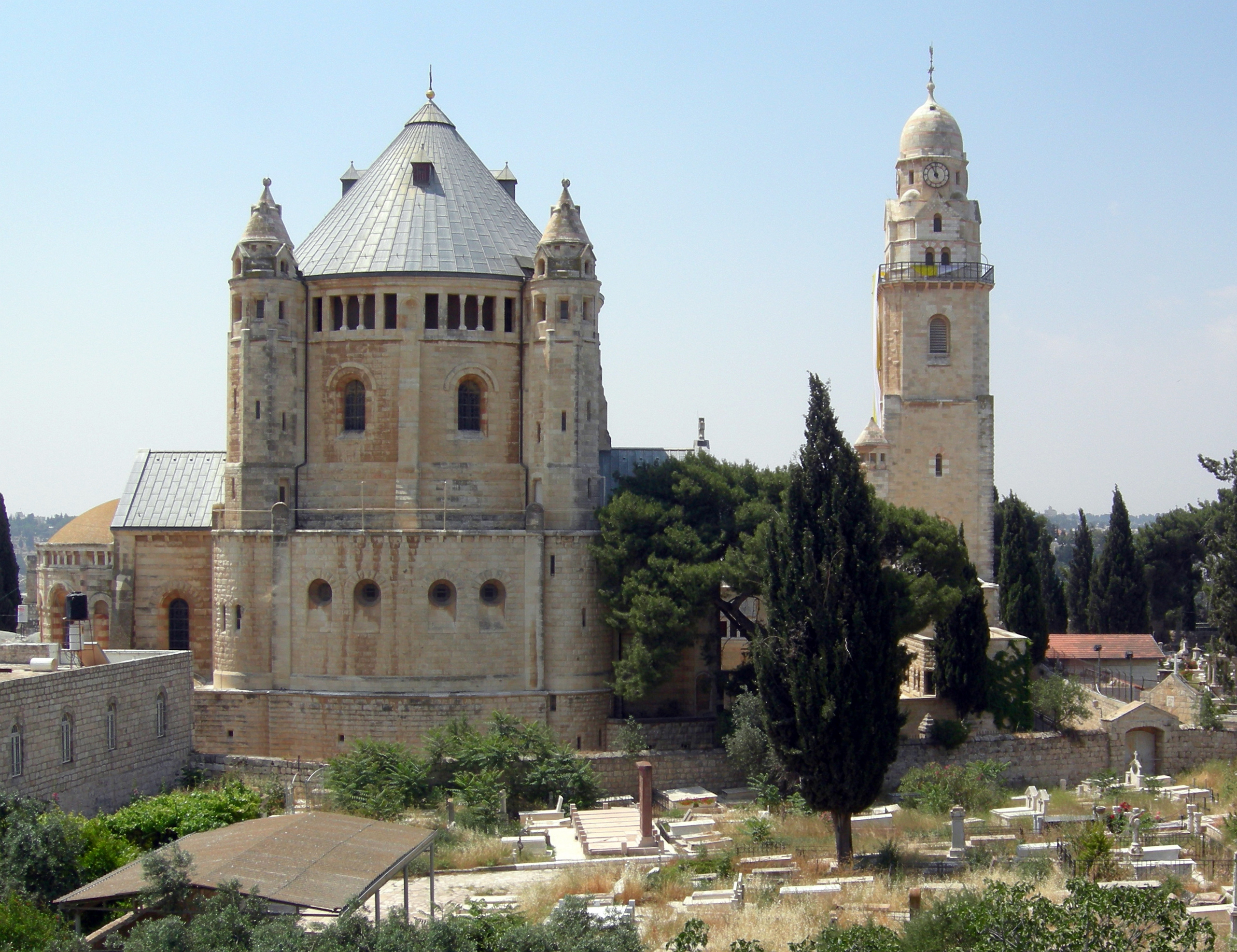
Dormitio-Kirche

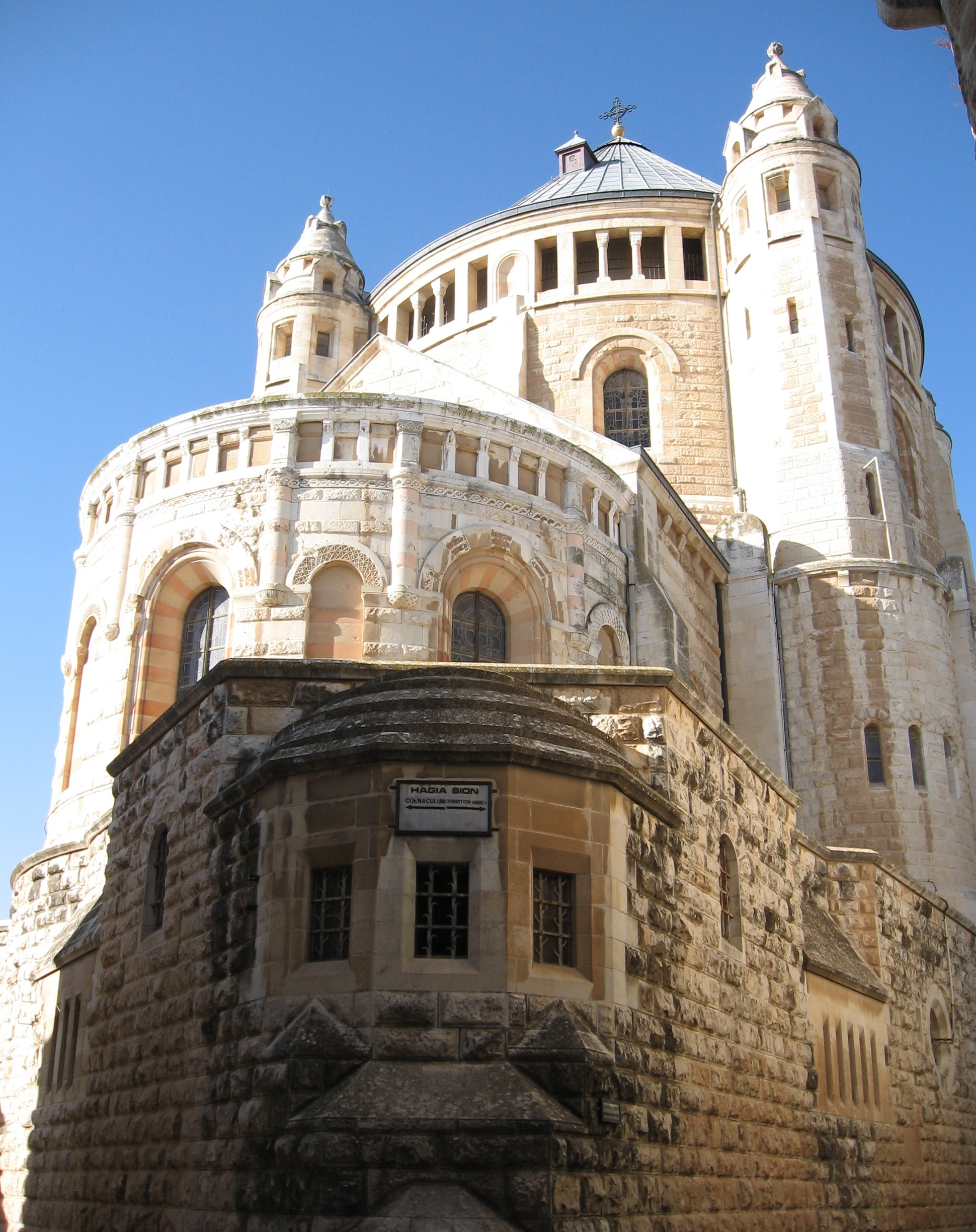
Blick auf die Dormitio-Kirche, den Weg vom Zionstor kommend

Die Dormitio-Basilika ist eine römisch-katholische Kirche auf dem Berg Zion, südlich der ummauerten Jerusalemer Altstadt. Die Basilica minor ist Abteikirche der deutschsprachigen benediktinischen Dormitio-Abtei und liegt im Jurisdiktionsbereich des Lateinischen Patriarchats von Jerusalem.
An diesem Ort in der Nachbarschaft des Abendmahlssaales soll nach alter Überlieferung die Gottesmutter Maria im Kreis der Jünger Jesu gestorben sein; daher der Name Dormitio Mariae („Mariä Entschlafen“), was auch eine alte Bezeichnung des Festes Mariä Aufnahme in den Himmel ist.

## Vorgängerbauten
Auf dem Gelände entstand bereits im 5. Jahrhundert die byzantinische Basilika Hagia Sion, die durch den persischen König Chosrau II. 614 zerstört wurde. Im 12. Jahrhundert errichteten die Kreuzfahrer auf den Ruinen eine Kirche unter dem Namen Sancta Maria in Monte Sion, die nach der Niederlage der Kreuzfahrer 1219 von den muslimischen Herrschern zerstört wurde.

## Geschichte
Anlässlich seines Besuchs im Heiligen Land 1898 erwarb Kaiser Wilhelm II. das Grundstück und übergab es dem Deutschen Verein vom Heiligen Lande zur Nutzung für die deutschen Katholiken. Historie und Bestimmung der „Dormition“ beschreibt Wilhelm II. in seinem Werk Ereignisse und Gestalten. Am 9. Oktober 1900 legte Pasquale Appodia, Weihbischof in Jerusalem, den Grundstein. In den folgenden Jahren entstanden nach Plänen des Kölner Diözesanbaumeisters Heinrich Renard die Dormitio-Kirche und die Dormitio-Abtei, ein deutsches Benediktinerkloster. Die Kirche wurde am 10. April 1910 geweiht und trägt das Patrozinium Mariä Aufnahme in den Himmel.
Am 19. Juli 1957 wurde die Abteikirche zur Basilica minor erhoben.

## Glocken
Im Turm hängt ein sechsstimmiges Geläut, das auf die Kirchenglocken der Erlöserkirche abgestimmt ist. Das von 1909 gegossene Geläut der Glockengießerei Otto aus Bremen-Hemelingen zeugt von der ausgesprochen hohen Gießkunst des Glockengießers. Die Glocken wurden nicht tonkorrigiert, weil das Verfahren 1909 noch nicht entwickelt war. Trotzdem weisen die Glocken eine reine Schlagtonlinie, eine reine Innenharmonie und eine ausgezeichnete Klangqualität auf.
Die damalige Glocke 2 erhielt im Jahr 1948 beim damaligen Israelischen Unabhängigkeitskrieg starke Schäden, sodass sie 1971 neugegossen werden musste. Diesmal war es die Firma Gebhard aus Kempten (Allgäu), die die Glocke neugoss. Auch sie ist nicht tonkorrigiert und trotzdem von ausgezeichneter Qualität. Im Schlagton steht sie zu den anderen Glocken jedoch zu hoch, was beim Läuten deutlich hörbar ist. Alle Glocken sind in durchweg schweren Rippen gegossen und hängen noch im originalen Glockenstuhl an Holzjochen aus dem Jahr 1909, wobei die Erlöserglocke 2017 einen neuen Klöppel erhielt. Von den Ereignissen des Krieges zeugen noch die Einschusslöcher in der Glockenstube und die Einschusslöcher auf der großen Glocke.
Im August 2024 goss Rudolf Perner in Passau zwei weitere Glocken. Sie wurden nach Israel verschifft und am 10. April 2025, dem 115. Jahrestag der Weihe der Basilika, von Abt Nikodemus Schnabel geweiht. In der Osternacht läuteten sie erstmalig im Plenum.
| Nr. | Name              | Schlagton | Gießer, Gussort                           | Gussjahr | Masse (kg) | Durchmesser (cm) | Inschrift |
| --- | ----------------- | --------- | ----------------------------------------- | -------- | ---------- | ---------------- | --- |
| 1   | Christus Salvator | cis1      | Glockengießerei Otto, Bremen-Hemelingen   | 1909     | 2327       | 150              | AUS FROMMER LIEB´ ENTSPROSSEN WILL TÖNEND ICH VERMEHREN // IN DEUTSCHEM LAND GEGOSSEN DES WELTERLÖSERS EHREN – JOSEPH RAISER UND JULIA DIDDEN AUS VIERSEN SCHENKTEN MICH, P. OTTO IN HEMELINGEN GOSS MICH 1909                                                                |
| 2   | Hl. Maria         | e1        | Glockengießerei Gebhard, Kempten (Allgäu) | 1971     | 1288       | 127              | SALVE PATRONA BAVARIAE // DA PACEM TERRAE SANCTAE – WO DIE EINE SÜNDENREINE IHREN HEIMGANG FAND LENK ICH ALLER ERDENWALLER GANG ZUM HEIMATLAND A.D. 1909 – A.D. 1948 VOM KRIEG WARD ICH ZERSCHLAGEN ERSTAND ERNEUT AUS PILGERGABEN A.D. 1971 Gießerzeichen E. Gebhard Kempten |
| 3   | St. Bonifaz       | fis1      | Glockengießerei Otto, Bremen-Hemelingen   | 1909     | 993        | 115              | SANKT BONIFAZ GENANNT // MIT JEDEM KLANG AUFS NEUE DER DEUTSCHEN GLAUBEN PREIS ICH IM HEILGEN LAND – GEST VON [Freiraum] GEGOSSEN VON P. OTTO IN HEMELINGEN 1909 |
| 4   | St. Elisabeth     | gis1      | Glockengießerei Otto, Bremen-Hemelingen   | 1909     | 683        | 100              | ICH HEISS ELISABTH // BEZEUG MEIN SCHLAG DASS LIEBE NIE VERGEHT FÜR NOT UND PLAG – Z E GOTTES GEST V JOSEF BITTA AUS NEUDECH O-S GEGOSSEN VON P. OTTO IN HEMELINGEN 1909 |
| 5   | St. Nikodemus     | ais2      | Glockengießerei Rudolf Perner, Passau     | 2024     | 114,5      | 52               | |
| 6   | St. Georg         | cis3      | Glockengießerei Rudolf Perner, Passau     | 2024     | 68,5       | 42               | |

## Orgeln

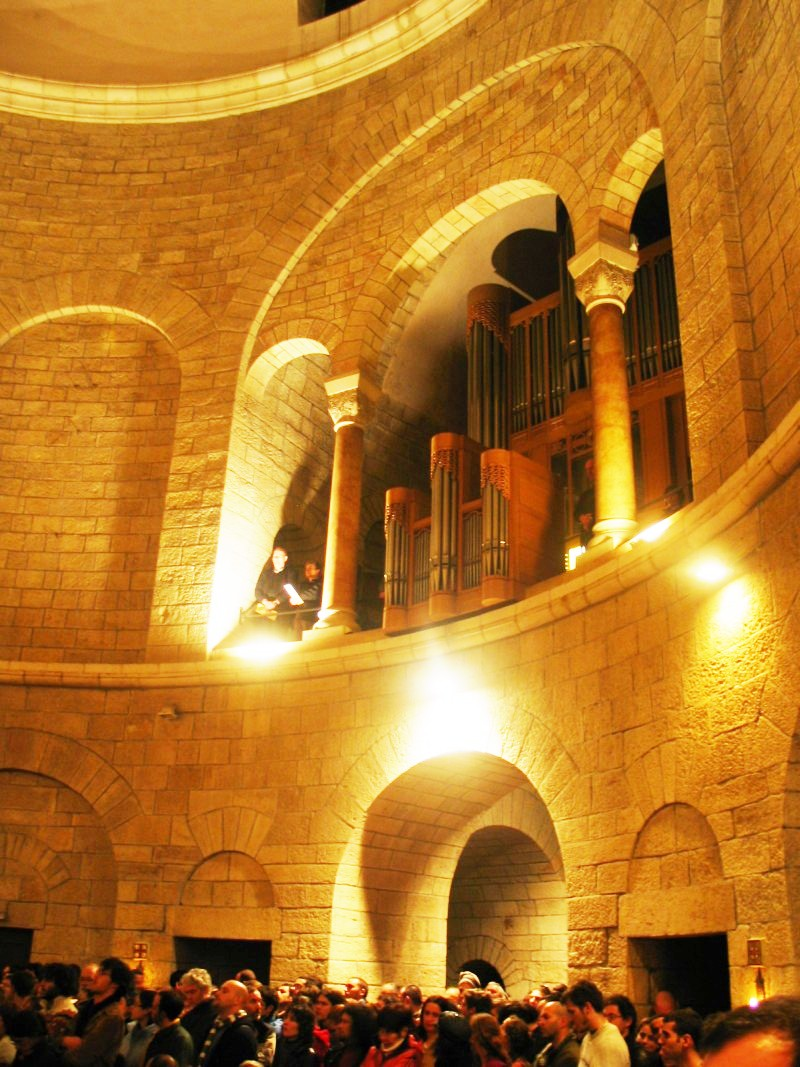
Blick auf die Hauptorgel der Dormitio-Abtei

1980 erteilte die Dormitio-Benediktinergemeinschaft dem Orgelbauunternehmen Oberlinger den Auftrag zum Bau zweier neuer Orgeln: Eine Chororgel (fertiggestellt 1981) sollte die Begleitung der liturgischen Gesänge führen, während auf der neuen Hauptorgel (fertiggestellt 1982) Vor- und Nachspiele, Interludien, Meditationen, Konzerte usw. gespielt werden sollten. Die Werkstatt Oberlinger baute die Orgel in der von ihr gepflegten mittelrheinischen Orgelbautradition, die norddeutsche kontrapunktische Klarheit und süddeutsche Weichheit und Fülle zu verbinden versucht. Die zum Fest Mariä Himmelfahrt 1982 geweihte Hauptorgel hat folgende Disposition, entworfen von Josef Zimmermann und Ernst Oberlinger (III/36, 2654 Pfeifen):
| I Rückpositiv C–g3 |             |       |
| 1.                 | Holzgedackt | 8′    |
| 2.                 | Principal   | 4′    |
| 3.                 | Blockflöte  | 4′    |
| 4.                 | Octave      | 2′    |
| 5.                 | Sifflöte    | 1 ⁄3′ |
| 6.                 | Cymbel IV   | 1′    |
| 7.                 | Krummhorn   | 8′    |
|                    | Tremulant   |       |

| II Hauptwerk C–g3 |               |       |
| 8.                | Gedacktpommer | 16′   |
| 9.                | Principal     | 8′    |
| 10.               | Rohrflöte     | 8′    |
| 11.               | Octave        | 4′    |
| 12.               | Kleingedackt  | 4′    |
| 13.               | Quinte        | 2 ⁄3′ |
| 14.               | Superoctave   | 2′    |
| 15.               | Mixtur V      | 1 ⁄3′ |
| 16.               | Cymbel III    | 1⁄2′  |
| 17.               | Trompete      | 8′    |

| III Schwellwerk C–g3 |                      |       |
| 18.                  | Hohlpfeife           | 8′    |
| 19.                  | Salicional           | 8′    |
| 20.                  | Vox coelestis        | 8′    |
| 21.                  | Principal            | 4′    |
| 22.                  | Koppelflöte          | 4′    |
| 23.                  | Waldflöte            | 2′    |
| 24.                  | Sesquialter II       | 2 ⁄3′ |
| 25.                  | Octävlein            | 1′    |
| 26.                  | Fourniture V         | 2′    |
| 27.                  | Dulcian              | 16′   |
| 28.                  | Hautbois             | 8′    |
| 29.                  | Clairon              | 4′    |
|                      | Glockenspiel (c1-c3) | 4′    |
|                      | Tremulant            |       |
|                      | Cymbelstern          |       |

| Pedal C–f1 |                |       |
| 30.        | Principalbass  | 16′   |
| 31.        | Subbass        | 16′   |
| 32.        | Octavbass      | 8′    |
| 33.        | Pommer         | 8′    |
| 34.        | Choralbass     | 4′    |
| 35.        | Hintersatz III | 2 ⁄3′ |
| 36.        | Posaune        | 16′   |

- Koppeln: (mechanisch:) I/II, (elektrisch:) III/II, III/I, I/P, II/P, III/P
- Spielhilfen: ursprüngl. 10 Setzerkombinationen, seit 1996 650 Setzerkombinationen
- Traktur: mechanische Spiel- und Registertraktur, vollmechanisch (aufgehängte Traktur an einarmigen Tastenhebeln für HW und SW; ausgewogene Traktur an doppelarmigen Tastenhebeln für das Rückpositiv)

Die 1981 eingeweihte Chororgel hat folgende Disposition (ursprüngl. II/8, 444 Pfeifen, jetzt II/7):
| I Manual C–g3 |                             |      |
| 1.            | Gedackt                     | 8′   |
| 2.            | Principal                   | 4′   |
| 3.            | Oktave                      | 2′   |
|               | (ursprüngl. Schweizerpfeife | 2′)  |
| 4.            | Cymbel I-II (stillgelegt)   | 1⁄2′ |
|               |                             |      |

| II Manual C–g3 |            |       |
| 5.             | Salicional | 8′    |
| 6.             | Rohrflöte  | 4′    |
| 7.             | Quinte     | 1 ⁄3′ |
|                | Tremulant  |       |

| Pedal C–d1 |        |     |
| 8.         | Subbaß | 16′ |

- Koppeln (mechanisch): II/I, I/P, II/P
- Traktur: Schleifladen, vollmechanisch

Es stellte sich heraus, dass beide Oberlinger-Orgeln, die Hauptorgel und die Chororgel, den klimatischen Gegebenheiten in Jerusalem nicht genügten. Der Wechsel kalt-feuchter Winter und heißer Sommer sowie die Ostwinde, die feinsten Wüstensand mit sich führten, bewirkten, dass die Instrumente immer öfter gestimmt werden mussten und dass die Trakturen litten. Ganze Register waren zuletzt unspielbar. Eine teure Generalüberholung und Reinigung Anfang der 2010er Jahre brachte nur kurzfristig Abhilfe. Sachverständige rieten ab, einen neuen Versuch zu machen. Daraufhin beschloss der Konvent, die beiden Orgeln abzubauen. Das Abschiedskonzert erklang am 30. Juni 2021. Die Hauptorgel wird in einer aufgelassenen Kirche in Russland aufgebaut werden. 
Die Hauptorgel war eine der größten in Israel. Die Israelische Orgelvereinigung nutzte sie häufig für die Konzerte ihres Internationalen Orgel-Festivals.

## Bildergalerie

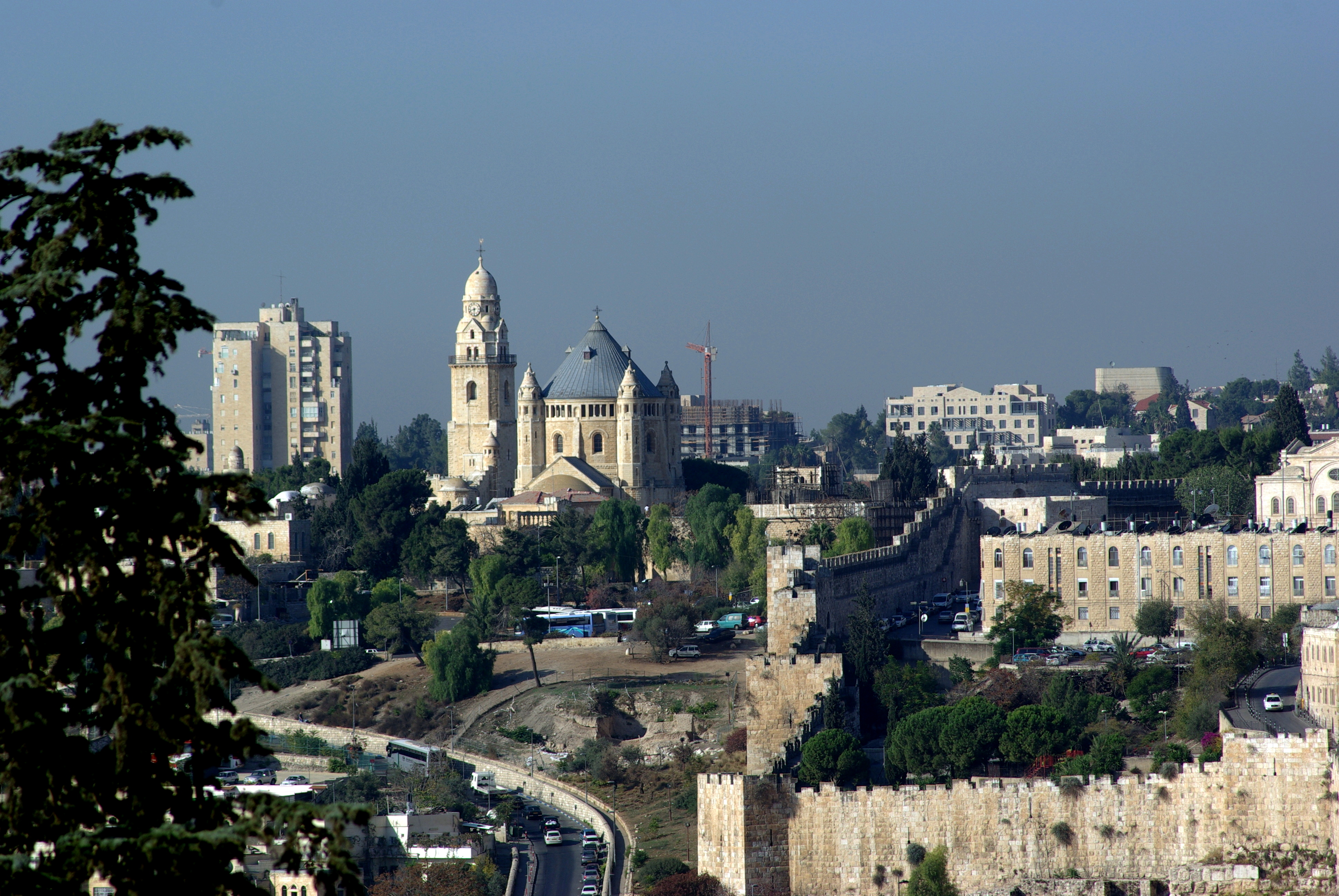
Vom Ölberg aus gesehen
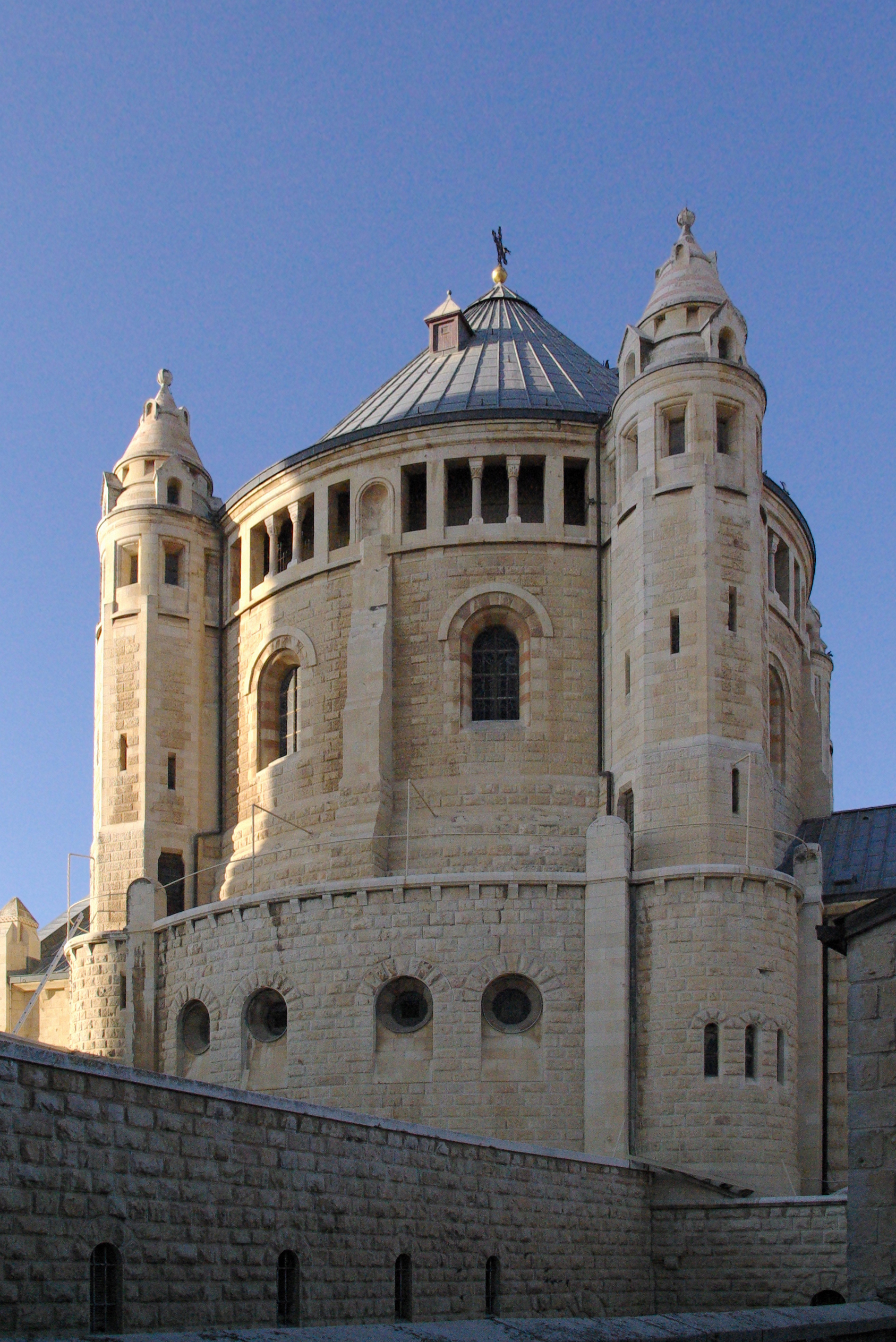
Vom Eingang des Abendmahlsaals aus gesehen
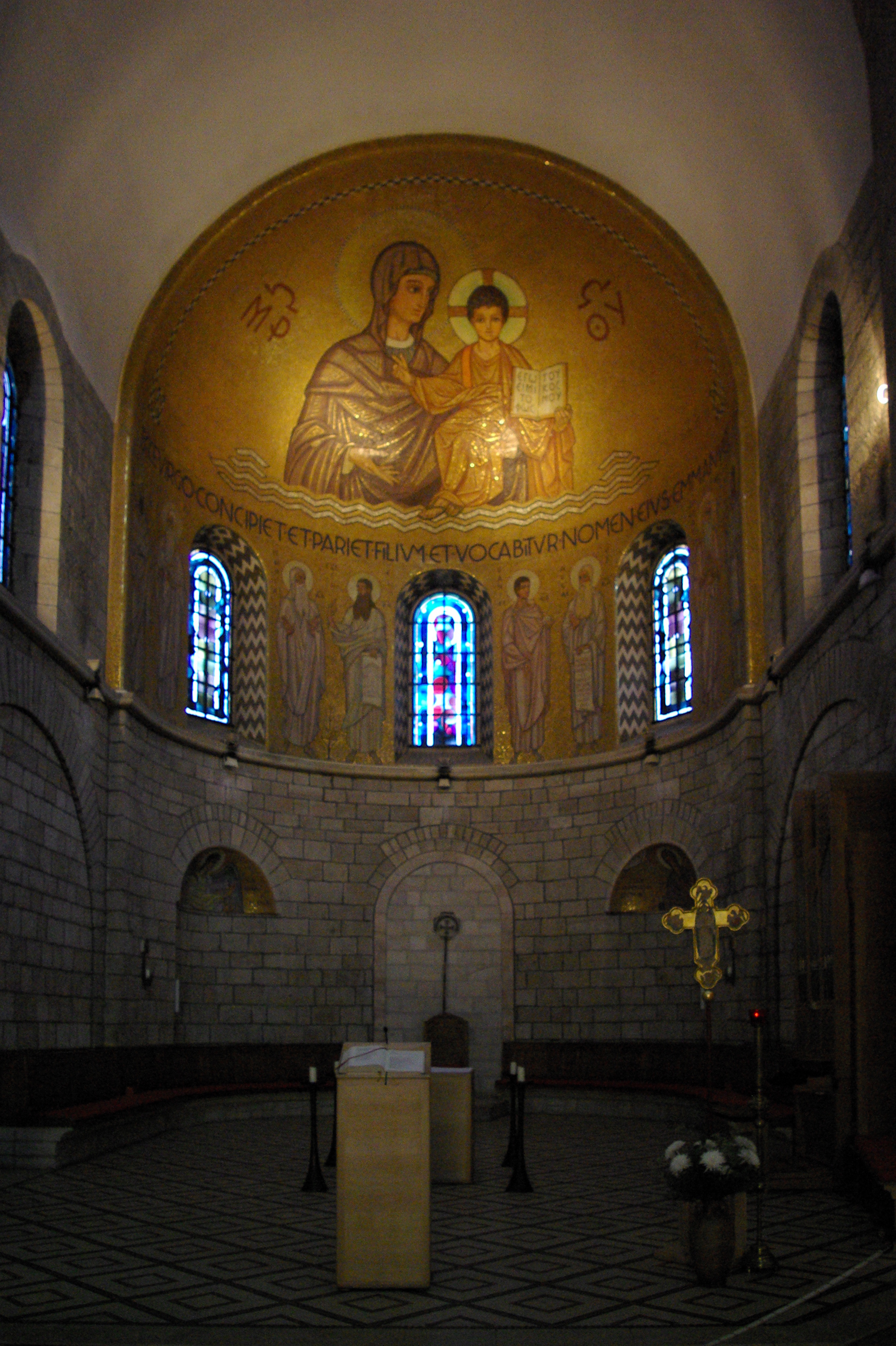
Apsis der Kirche
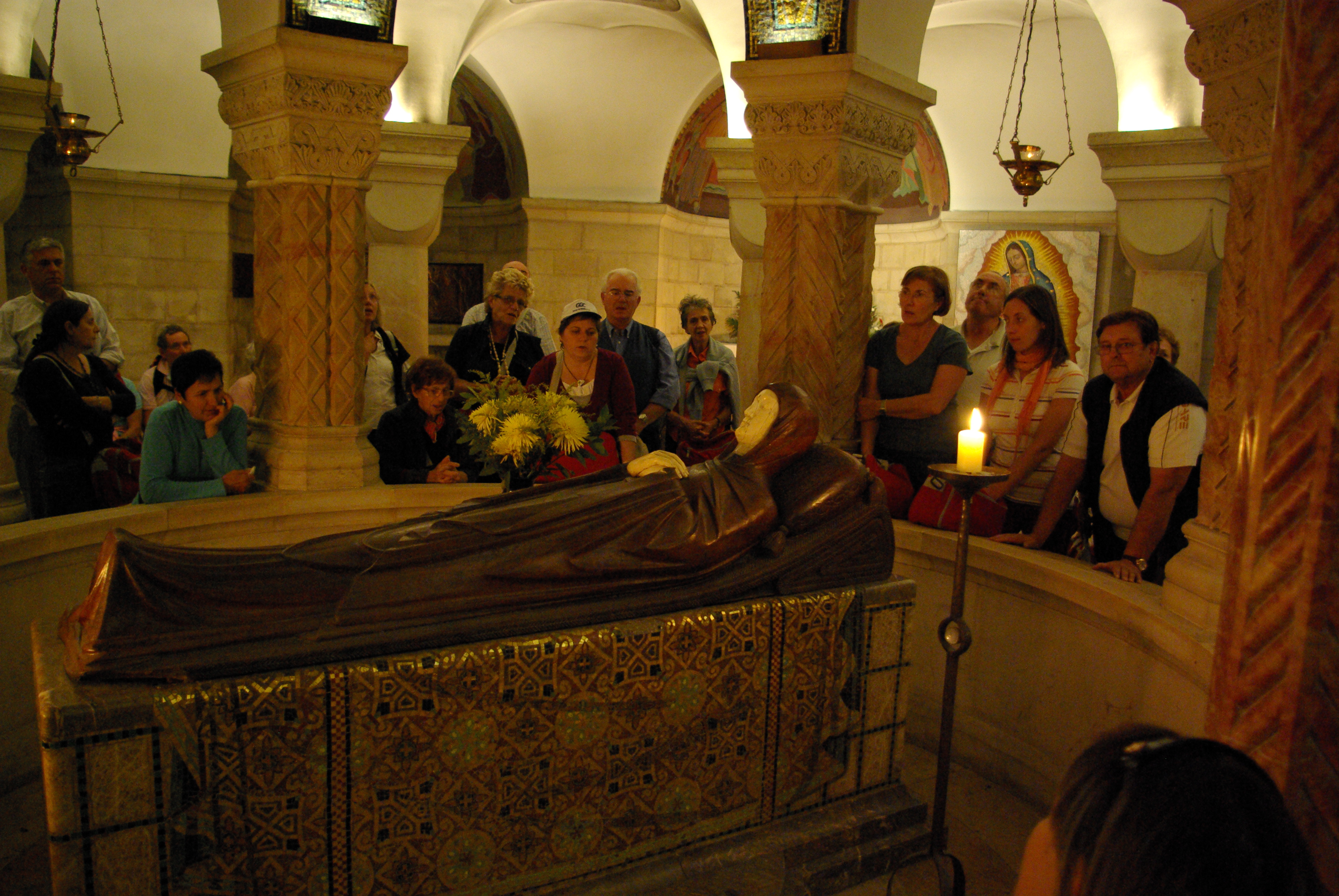
Marienfigur in der Krypta der Kirche